# Duncan Hallas
Duncan Hallas (* 23. Dezember 1925 in Manchester; † 19. September 2002) war ein britischer Trotzkist und politischer Aktivist.

## Leben
In jungen Jahren trat Hallas der Workers’ International League und der Revolutionary Communist Party bei. Das Arbeiterkind trat 1943 in die Armee ein und stieg schnell in den Mannschaftsgraden auf. Hallas erlebte die Meuterei der griechischen Soldaten in Ägypten und war zwei Jahre später selbst am Protest beteiligt.
1951 war er Mitbegründer der Socialist Workers Review Group und der Nachfolgeorganisation International Socialists. 1954/55 beteiligte er sich an den Protesten der National Union of Teachers und setzte sich zeitlebens für die Bewegung ein. Seit dieser Zeit veröffentlichte er etliche Bücher und Aufsätze (meist in der parteizugehörigen Zeitschrift Socialist Worker) zu aktuellen Themen und marxistischer Theorie, wodurch er eine breite Medienöffentlichkeit erfuhr. Bis 1995 wirkte Hallas in der Socialist Workers Party mit.

## Werke (Auswahl)

### Bücher
- Trotsky’s Marxism. Pluto Press, London 1979.
- The Comintern. Bookmarks, London 1985.

### Aufsätze
- Trotsky. Eine politische Kurzbiographie. Socialist Worker, 1970.
- The Meaning of Marxism. Pluto Press on behalf of the International Socialists, 1971.
- The Labour Party. Socialist Worker, 1981.
- Why Import Controls Won't Save Jobs. Mit Nigel Harris, SWP pamphlet, 1981.
- Days of Hope: General Strike of 1926. Mit Chris Harman, Socialist Worker, 1982.